# Aziatische beker voor bekerwinnaars
De Aziatische beker voor bekerwinnaars (Engels: Asian Cup Winners' Cup) was een internationale voetbalbeker van de Aziatische voetbalbond. Om de beker werd gestreden tussen clubs uit verschillende landen die hun nationale voetbalbeker hadden gewonnen (Aziatische equivalent van Europacup II).

## Historie
Om de beker werd voor het eerst gespeeld in 1991. Tot en met 1994 werd de winnaar beslist door middel van een confrontatie over twee wedstrijden, daarna werd de winnaar beslist via een finalewedstrijd. De winnaar speelde tegen de winnaar van de Asian Club Championship om de Aziatische supercup.
De competitie duurde tot en met 2002. Daarna werd besloten om de landskampioenen en de bekerwinnaars van de nationale competities te laten uitkomen in een competitie en zodoende ontstond een nieuwe format van de AFC Champions League.

## Gespeelde finales
| Jaar | Winnaar            | Uitslag  | Finalist                |
| ---- | ------------------ | -------- | ----------------------- |
| 1991 | Persepolis FC      | 0-0, 1-0 | Muharraq Club           |
| 1992 | Nissan FC          | 1-1, 5-0 | Al-Nassr                |
| 1993 | Yokohama Marinos   | 1-1, 1-0 | Persepolis FC           |
| 1994 | Al-Qadisya         | 4-2, 2-0 | South China AA          |
| 1995 | Yokohama Flügels   | 2-1 nv   | Al-Shabab               |
| 1996 | Bellmare Hiratsuka | 2-1      | Al-Talaba Bagdad        |
| 1997 | Al-Hilal           | 3-1      | Nagoya Grampus Eight    |
| 1998 | Al-Nassr           | 1-0      | Suwon Samsung Bluewings |
| 1999 | Al-Ittihad Djedda  | 3-2 nv   | Chunnam Dragons         |
| 2000 | Shimizu S-Pulse    | 1-0      | Al-Zawra Bagdad         |
| 2001 | Al-Shabab Riyad    | 4-2      | Dalian Shide            |
| 2002 | Al-Hilal Riyad     | 2-1 nv   | Jeonbuk Hyundai Motors  |

Clubcompetities: AFC Champions League Elite · AFC Champions League Two · AFC Challenge League

Landencompetities: Aziatisch kampioenschap mannen · Aziatisch kampioenschap vrouwen

Voormalige competities: AFC Challenge Cup · AFC President's Cup · Aziatische supercup · AFC/OFC Cup Challenge · Aziatische beker voor bekerwinnaars · AFC Cup